# Looking
Looking ist eine US-amerikanische Comedy- und Drama-Fernsehserie des Fernsehsenders HBO. Die Serie handelt von einer Gruppe homosexueller Männer in der Metropole San Francisco, die die dortigen Möglichkeiten des Lebens wahrnehmen. Die Erstausstrahlung in den Vereinigten Staaten erfolgte am 19. Januar 2014 nach dem Auftakt der Serie True Detective und der dritten Staffel der Serie Girls.

## Handlung
Die drei langjährigen Freunde Patrick, Agustín und Dom sind offen schwul und leben im sehr toleranten San Francisco, das als eine Hochburg der Homosexuellen gilt. Der 39-jährige Dom, der in einer Wohngemeinschaft mit seiner besten Freundin Doris lebt, arbeitet als Kellner, träumt jedoch davon, sein eigenes Restaurant zu eröffnen, so wie sein Vater es früher hatte. Der 31-jährige Agustín, der zunächst mit Patrick in einer Wohngemeinschaft wohnt, dann aber mit seinem Freund Frank zusammenzieht, arbeitet als Assistent einer Künstlerin, versucht jedoch selbst als Künstler erfolgreich zu sein. Der 29-jährige Patrick arbeitet als Level-Designer in einer Videospiel-Firma. Er verliebt sich in den mexikanischstämmigen Richie, fühlt sich jedoch auch zu seinem neuen Vorgesetzten Kevin hingezogen.

## Besetzung
Die Serie wurde bei der Berliner Synchron vertont. Frank Lenart schrieb die Dialogbücher und führte die Dialogregie.
| Rollenname                      | Schauspieler       | Hauptrolle (Staffel) | Nebenrolle (Staffel)                          | Synchronsprecher                            |
| ------------------------------- | ------------------ | -------------------- | --------------------------------------------- | ------------------------------------------- |
| Patrick Murray                  | Jonathan Groff     | 1.01–2.10            |                                               | Leonhard Mahlich                            |
| Agustín Lanuez                  | Frankie J. Alvarez | 1.01–2.10            |                                               | Roman Wolko                                 |
| Dom Basaluzzo                   | Murray Bartlett    | 1.01–2.10            |                                               | Alexander Brem                              |
| Doris                           | Lauren Weedman     | 2.01–2.10            | 1.01–1.04, 1.06                               | Carin C. Tietze                             |
| Ricardo „Richie“ Donado Ventura | Raúl Castillo      | 2.01–2.10            | 1.01–1.02, 1.04–1.08                          | Nico Mamone (Serie) / Nils Dienemann (Film) |
| Kevin Matheson                  | Russell Tovey      | 2.01–2.10            | 1.03–1.04, 1.06–1.08                          | Johannes Raspe                              |
| Frank                           | O. T. Fagbenle     |                      | 1.01–1.04, 1.06–1.08, 2.09                    | Claus-Peter Damitz                          |
| Owen                            | Andrew Law         |                      | 1.01, 1.03, 1.06, 1.08, 2.02, 2.04–2.06, 2.08 | Max Felder                                  |
| Lynn                            | Scott Bakula       |                      | 1.03–1.04, 1.06–1.08, 2.02–2.04               | Gudo Hoegel                                 |
| Jon                             | Joseph Williamson  |                      | 1.06–1.07, 2.04–2.06                          | Alex Turrek                                 |
| Eddie                           | Daniel Franzese    |                      | 2.01–2.09                                     | Oliver Scheffel                             |
| Brady                           | Chris Perfetti     |                      | 2.02, 2.04, 2.06, 2.08                        | Tim Schwarzmaier                            |
| Malik                           | Bashir Salahuddin  |                      | 2.02–2.03, 2.06–2.08, 2.10                    | Christian Weygand                           |

## Produktion
Der Sender HBO bestellte im Dezember 2012 die Pilotfolge zur Serie, welche von Michael Lannan und Andrew Haigh geschrieben wurde. Im Februar 2013 wurden zwei der Hauptrollen mit den Schauspielern Jonathan Groff und Frankie J. Alvarez besetzt. Der Sender bestellte am 14. Mai 2013 eine erste Staffel der Serie bestehend aus acht Episoden. Im August 2013 wurden sowohl Scott Bakula als auch Russell Tovey für wiederkehrende Gastrollen in der Serie verpflichtet. Die Dreharbeiten für die erste Staffel begannen in der San Francisco Bay Area am 16. September und endeten knapp zwei Monate später am 7. November 2013.
Ende Februar 2014 bestellte HBO eine zweite Staffel der Serie, welche aus zehn Folgen besteht. Für die zweite Staffel wurden Lauren Weedman, Raúl Castillo und Russell Tovey in den Hauptcast aufgenommen.
Im März 2015 wurde die Serie nach zwei Staffeln eingestellt. HBO produzierte allerdings einen abschließenden Fernsehfilm, der im Herbst 2015 gedreht wurde.
In einem Interview im Januar 2014 gaben Michael Lannan und Andrew Haigh an, dass sieben der neun Drehbuchautoren homosexuell seien und dass sich unter den Drehbuchautoren auch eine Frau befinde.

## Ausstrahlung
Vereinigte Staaten
In den Vereinigten Staaten wurde die erste Staffel zwischen dem 19. Januar und dem 9. März 2014 auf HBO ausgestrahlt. Die zehn Folgen der zweiten Staffel wurde zwischen dem 11. Januar und dem 22. März 2015 ausgestrahlt. Im Juni 2016 wurde der abschließende Fernsehfilm gezeigt.
Deutschland
Die deutschsprachige Erstausstrahlung zeigte der Pay-TV-Sender Sky Atlantic ab dem 10. September 2014. Die zweite Staffel lief ab dem 9. September 2015. Die Ausstrahlung des abschließenden Fernsehfilms hat am 14. Oktober 2016 bei Sky Atlantic stattgefunden.

## Episodenliste

### Staffel 1
| Nr. (ges.) | Nr. (St.) | Deutscher Titel                 | Originaltitel                   | Erstausstrahlung USA | Deutschsprachige Erstausstrahlung (D) | Regie        | Drehbuch                       | Zuschauer (USA) |
| ---------- | --------- | ------------------------------- | ------------------------------- | -------------------- | ------------------------------------- | ------------ | ------------------------------ | --------------- |
| 1          | 1         | Looking for Now                 | Looking for Now                 | 19. Jan. 2014        | 10. Sep. 2014                         | Andrew Haigh | Michael Lannan                 | 0,34 Mio.       |
| 2          | 2         | Looking for Uncut               | Looking for Uncut               | 26. Jan. 2014        | 17. Sep. 2014                         | Andrew Haigh | Andrew Haigh                   | 0,29 Mio.       |
| 3          | 3         | Looking at Your Browser History | Looking at Your Browser History | 1. Feb. 2014         | 24. Sep. 2014                         | Andrew Haigh | Michael Lannan & Andrew Haigh  | 0,12 Mio.       |
| 4          | 4         | Looking for $220/Hour           | Looking for $220/Hour           | 9. Feb. 2014         | 1. Okt. 2014                          | Ryan Fleck   | Allan Heinberg                 | 0,45 Mio.       |
| 5          | 5         | Looking for the Future          | Looking for the Future          | 16. Feb. 2014        | 8. Okt. 2014                          | Andrew Haigh | Andrew Haigh                   | 0,51 Mio.       |
| 6          | 6         | Looking in the Mirror           | Looking in the Mirror           | 23. Feb. 2014        | 15. Okt. 2014                         | Joe Swanberg | Tanya Saracho & J.C. Lee       | 0,52 Mio.       |
| 7          | 7         | Looking for a Plus-One          | Looking for a Plus-One          | 2. März 2014         | 22. Okt. 2014                         | Jamie Babbit | John Hoffman                   | 0,43 Mio.       |
| 8          | 8         | Looking Glass                   | Looking Glass                   | 9. März 2014         | 29. Okt. 2014                         | Andrew Haigh | Tanya Saracho & Michael Lannan | 0,43 Mio.       |

### Staffel 2
| Nr. (ges.) | Nr. (St.) | Deutscher Titel               | Originaltitel                 | Erstausstrahlung USA | Deutschsprachige Erstausstrahlung (D) | Regie         | Drehbuch                               | Zuschauer (USA) |
| ---------- | --------- | ----------------------------- | ----------------------------- | -------------------- | ------------------------------------- | ------------- | -------------------------------------- | --------------- |
| 9          | 1         | Looking for the Promised Land | Looking for the Promised Land | 11. Jan. 2015        | 9. Sep. 2015                          | Andrew Haigh  | Andrew Haigh                           | 0,183 Mio.      |
| 10         | 2         | Looking for Results           | Looking for Results           | 18. Jan. 2015        | 16. Sep. 2015                         | Andrew Haigh  | Michael Lannan                         | 0,195 Mio.      |
| 11         | 3         | Looking Top to Bottom         | Looking Top to Bottom         | 25. Jan. 2015        | 23. Sep. 2015                         | Ryan Fleck    | John Hoffman                           | 0,324 Mio.      |
| 12         | 4         | Looking Down the Road         | Looking Down the Road         | 8. Feb. 2015         | 30. Sep. 2015                         | Ryan Fleck    | Roberto Aguirre-Sacasa                 | 0,192 Mio.      |
| 13         | 5         | Looking for Truth             | Looking for Truth             | 15. Feb. 2015        | 7. Okt. 2015                          | Andrew Haigh  | Tanya Saracho                          | 0,150 Mio.      |
| 14         | 6         | Looking for Gordon Freeman    | Looking for Gordon Freeman    | 22. Feb. 2015        | 14. Okt. 2015                         | Jamie Babbit  | JC Lee                                 | 0,204 Mio.      |
| 15         | 7         | Looking for a Plot            | Looking for a Plot            | 1. März 2015         | 21. Okt. 2015                         | Andrew Haigh  | Jhoni Marchinko                        | 0,239 Mio.      |
| 16         | 8         | Looking for Glory             | Looking for Glory             | 8. März 2015         | 28. Okt. 2015                         | Jamie Babbit  | Michael Lannan & JC Lee                | 0,303 Mio.      |
| 17         | 9         | Looking for Sanctuary         | Looking for Sanctuary         | 15. März 2015        | 4. Nov. 2015                          | Craig Johnson | Roberto Aguirre-Sacasa & Tanya Saracho | 0,312 Mio.      |
| 18         | 10        | Looking for Home              | Looking for Home              | 22. März 2015        | 11. Nov. 2015                         | Andrew Haigh  | Andrew Haigh & John Hoffman            | 0,298 Mio.      |

### Looking: The Movie
90-minütiger Film zum Abschluss der Serie.
| Nr. (ges.) | Nr. (St.) | Deutscher Titel    | Originaltitel      | Erstausstrahlung USA                                       | Deutschsprachige Erstausstrahlung (D)                                 | Regie        | Drehbuch                      | Zuschauer (USA) |
| ---------- | --------- | ------------------ | ------------------ | ---------------------------------------------------------- | --------------------------------------------------------------------- | ------------ | ----------------------------- | --------------- |
| 19         | 1         | Looking: The Movie | Looking: The Movie | 2. Juni 2016 (Frameline Film Festival) 23. Juli 2016 (HBO) | 11. Oktober 2016 (Filmfest homochrom) 14. Oktober 2016 (Sky Atlantic) | Andrew Haigh | Andrew Haigh & Michael Lannan | 0,284 Mio.      |

## Kritik
Bei Rotten Tomatoes erhielt der Film eine Bewertung von 89 % und eine Nutzerwertung von 90 %.
Die Serie wurde einerseits von der Washington Post dafür gelobt, dass sie sich freimachte von dem vermeintlichen Zwang als Serie über schwule Beziehungen sich mit Geschichten über den Kampf um die Rechte für Schwule zu beschäftigen. Andererseits wurde die Serie schlicht als banal und langweilig kritisiert.

## Trivia
- In Folge 2 der ersten Staffel trägt Agustín eine Jacke mit dem Abzeichen des Wanderclubs Hui Wäller Bad Marienberg.